# 윤일영
윤일영(尹一泳, 1933년 9월 1일~2022년 5월 15일)은 대한민국의 대법관을 역임한 법조인이다.

## 학력
- 서울대학교 법과대학 졸업

## 경력
- 1955년: 고등고시 사법과 합격
- 1957년: 군 법무관 복무
- 1961년: 서울지방법원 판사 임용
- 1972년: 광주고등법원 판사
- 1973년~1979년: 서울고등법원 민사
- 1980년: 서울고등법원 부장판사
- 1981년 4월~1988년 7월: 대법원 판사
- 1984년: 중앙선거관리위원회 위원
- 1986년 5월~1988년 7월: 제7대 중앙선거관리위원회 위원장
- 1998년 5월~2002년 4월 30일: 제5~6대 공직윤리시스템 위원장

## 가족 관계
- 배우자: 고윤경
  - 아들: 윤태식